# Campionati del mondo di ciclocross 2020 - Gara femminile Junior
La prima edizione della gara femminile Junior ai Campionati del mondo di ciclocross 2020 si svolse il 1º febbraio 2020 con partenza ed arrivo da Dübendorf in Svizzera, su un percorso iniziale di 100 mt più un circuito di 3,15 km da ripetere 4 volte per un totale di 12,70 km. La vittoria fu appannaggio dell'olandese Shirin van Anrooij, la quale terminò la gara in 38'34", alla media di 19,758 km/h, precedendo l'altra olandese Puck Pieterse e la statunitense Madigan Munro terza.
Le cicliste che presero il via da Dübendorf furono 46, mentre coloro che tagliarono il traguardo furono 44.

## Squadre partecipanti
| N.    | Cod. | Squadra       |
| ----- | ---- | ------------- |
| 2-7   | NLD  | Paesi Bassi   |
| 8-13  | USA  | Stati Uniti   |
| 14-15 | FRA  | Francia       |
| 16-19 | GBR  | Gran Bretagna |
| 20-23 | BEL  | Belgio        |
| 24-26 | ITA  | Italia        |
| 30-32 | CZE  | Cechia        |
| 33-34 | CAN  | Canada        |
| 35-37 | ESP  | Spagna        |

| N.    | Cod. | Squadra     |
| ----- | ---- | ----------- |
| 38-41 | SUI  | Svizzera    |
| 42-43 | IRL  | Irlanda     |
| 44    | DNK  | Danimarca   |
| 45    | GER  | Germania    |
| 46-47 | JPN  | Giappone    |
| 48    | LUX  | Lussemburgo |
| 49    | AUT  | Austria     |
| 50    | ROU  | Romania     |

## Ordine d'arrivo (Top 10)
| Pos. | Corridore          | Squadra     | Tempo   |
| ---- | ------------------ | ----------- | ------- |
| 1    | Shirin van Anrooij | Paesi Bassi | 38'34"  |
| 2    | Puck Pieterse      | Paesi Bassi | a 53"   |
| 3    | Madigan Munro      | Stati Uniti | a 1'18" |
| 4    | Millie Couzens     | Regno Unito | a 1'43" |
| 5    | Fem van Empel      | Paesi Bassi | a 2'12" |
| 6    | Line Burquier      | Francia     | s.t.    |
| 7    | Josie Nelson       | Regno Unito | a 2'32" |
| 8    | Lizzy Gunsalus     | Stati Uniti | a 2'47" |
| 9    | Marie Schreiber    | Lussemburgo | a 3'01" |
| 10   | Julie De Wilde     | Belgio      | a 3'20" |